# 雷·麦卡勒姆
雷·迈克尔·麦卡勒姆（1991年6月12日—）為美国男子篮球运动员，現效力於台灣職業籃球大聯盟臺北台新戰神。

## 職業生涯
2019年12月3日，麦卡勒姆頂替詹姆斯·农纳利加入中国男子篮球职业联赛上海大鲨鱼。2020年1月18日，麦卡勒姆被多纳塔斯·莫泰尤纳斯頂替。6月15日，麦卡勒姆頂替贾里德·康宁汉姆代表上海大鲨鱼參加復賽。
2024年11月8日，麦卡勒姆加盟台灣職業籃球大聯盟臺北台新戰神。

## NBA生涯数据

### 常规赛
| 賽季    | 球隊 | GP  | GS | MPG  | FG%  | 3P%  | FT%  | RPG | APG | SPG | BPG | PPG |
| ------- | ---- | --- | -- | ---- | ---- | ---- | ---- | --- | --- | --- | --- | --- |
| 2013–14 | 国王 | 45  | 10 | 19.9 | .377 | .373 | .744 | 1.8 | 2.7 | .5  | .2  | 6.2 |
| 2014–15 | 国王 | 68  | 30 | 21.1 | .438 | .306 | .679 | 2.6 | 2.8 | .7  | .2  | 7.4 |
| 2015–16 | 马刺 | 31  | 3  | 8.3  | .403 | .313 | .900 | 1.0 | 1.1 | .2  | .1  | 2.2 |
| 2015–16 | 灰熊 | 10  | 3  | 21.9 | .354 | .385 | .600 | 1.6 | 2.7 | .7  | .3  | 6.9 |
| 生涯    | 生涯 | 154 | 46 | 18.2 | .408 | .335 | .711 | 2.0 | 2.4 | .5  | .2  | 6.0 |

## 外部連結
- 雷·麦卡勒姆在fiba.basketball（英语）
- 雷·麦卡勒姆在NBA（英语）
- 雷·麦卡勒姆在NBA G聯盟（英语）
- 雷·麦卡勒姆在歐洲籃球聯賽（英语）
- 雷·麦卡勒姆在西班牙篮球甲级联赛（球員）（西班牙语）
- 雷·麦卡勒姆在法國籃球甲級聯賽（法语）
- 雷·麦卡勒姆在台灣職業籃球大聯盟
- 雷·麦卡勒姆在Basketball-Reference.com（NBA）（英语）
- 雷·麦卡勒姆在Basketball-Reference.com（NBA G聯盟）（英语）
- 雷·麦卡勒姆在Basketball-Reference.com（國際）（英语）
- 雷·麦卡勒姆在Sports-Reference.com（NCAA）（英语）
- 雷·麦卡勒姆在ESPN（NBA）（英语）
- 雷·麦卡勒姆在Eurobasket.com（球員）（英语）
- 雷·麦卡勒姆在RealGM（英语）
- 雷·麦卡勒姆在Proballers（英语）
- 雷·麦卡勒姆在中国篮球数据库（新浪网）
- 雷·麦卡勒姆在Flashscore（英语）